# Neoblattella perdentata
Neoblattella perdentata es una especie de cucaracha del género Neoblattella, familia Ectobiidae.

## Distribución
Esta especie se encuentra en islas Guadalupe.